# Nachtwacht-Flyer
Nachtwacht-Flyer (voorheen SpringFlyer en ROX-Flyer) is een attractie in het Belgische attractiepark Plopsaland Belgium en opende op 21 mei 2006. De attractie draait om de televisieserie Nachtwacht en is een 67 meter hoge Starflyer van de fabrikant Funtime.

## Geschiedenis

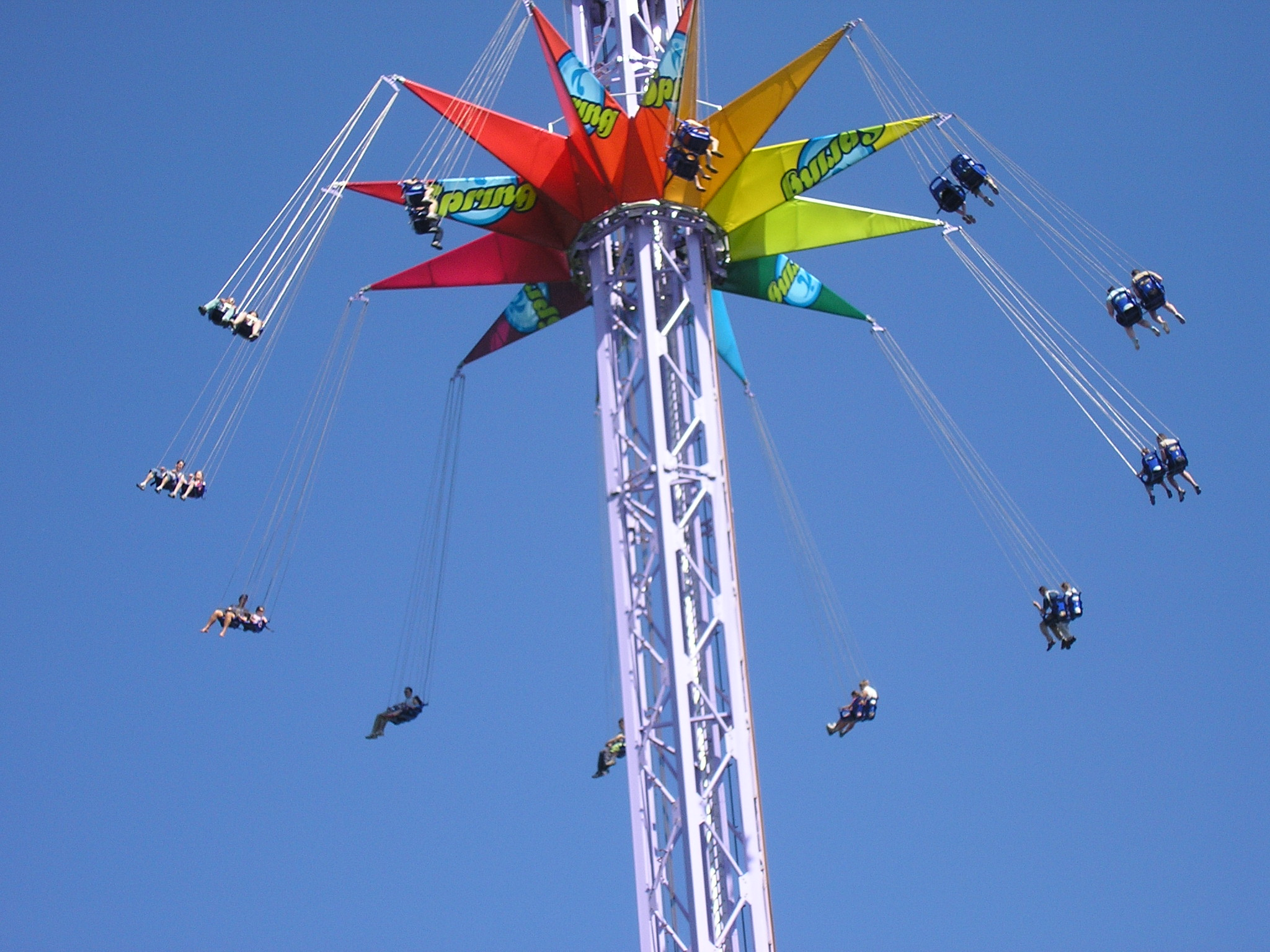
De SpringFlyer in 2006.

### SpringFlyer
De attractie opende op 21 mei 2006 als SpringFlyer. In tegenstelling tot het huidige kleurenschema, had de toren een paarse kleur. De armen van de centrale gondel waren gedecoreerd met het logo van het televisieprogramma Spring. Enkele van de acteurs van Spring waren tijdens het openingsweekend van de attractie aanwezig als gevolg van een evenement van Ketnet, Ketnet Voetbalrock.

### ROX-Flyer
In 2012 onderging de attractie een metamorfose. De toren kreeg een nieuw kleurenschema, waarbij er werd gekozen voor appelblauwzeegroen als accent voor de buitenbalken en een goudtint voor de tussenbalken. Later werd ook het Oosters-gedecoreerde bovenstuk vervangen door een wereldbol met windroos. Hiermee kreeg de attractie een gelijkaardig uiterlijk als hetzelfde type attractie in Plopsaland Ardennes.
Op 31 maart 2013 heropende de attractie als ROX-Flyer. Alle verwijzingen naar Spring werden uit het park gehaald en de doeken van de centrale gondel werden aangepast. Een replica op ware grote van de wagen uit het televisieprogramma ROX werd op het plein voor de attractie geplaatst.

### CEMI-Flyer
Begin 2021 maakte Plopsa bekend dat ze de ROX-Flyer tijdelijk gingen hernoemen naar CEMI-Flyer, gebaseerd op het youtubeduo Celine & Michiel. Daar werd een petitie tegen gestart. Uiteindelijk werd beslist om deze wijziging toch niet door te voeren. Initieel zou de attractie na de actie met Celine en Michiel gedecoreerd worden naar Studio 100, naar aanleiding van het vijfentwintigjarige jubileum van het productiehuis.

### Nachtwacht-Flyer
Op 8 mei 2021 opende de attractie uiteindelijk onder de naam Nachtwacht-Flyer, waarbij de attractie en de omringende zone gedecoreerd werd naar het Studio 100-programma Nachtwacht.

## Trivia
- De attractie kan enkel draaien wanneer de windsnelheid lager is dan 50 km/u en er minimaal 13 personen in de attractie zitten.

### Plopsaland Deutschland
In Plopsaland Deutschland bevindt zich een attractie van hetzelfde type. De versie in Holiday Park heet Lighthouse Tower en is gethematiseerd naar een vuurtoren. De attractie werd echter niet door Plopsa gebouwd, maar door de voormalige eigenaar van het park Schneider. De attractie opende in 2006 en Plopsa nam het park over in 2010.

### Plopsaland Ardennes
In Plopsaland Ardennes bevindt zich ook dezelfde soort starflyer attractie. Deze versie heeft het thema van Mega Mindy en heet Mega Mindy Flyer. De opening van de attractie was voorzien voor 2007, maar wegens problemen met het verkrijgen van een vergunning werd de attractie pas in 2010 geopend.